# Johannes van den Bosch
Johannes van den Bosch, né le 2 février 1780 à Herwijnen et mort le 28 janvier 1844 à La Haye, est un général et homme d'État néerlandais, gouverneur général des Indes néerlandaises (1830-1833) puis ministre des Colonies (1834-1839) et ministre d'État à partir du 25 décembre 1839 aux Pays-Bas.

## Biographie
Lors de son gouvernorat général des Indes néerlandaises, il met en place le système dit des « cultures forcées » (cultuurstelsel) destiné à rentabiliser au maximum la colonie. Il s'agit d'obliger les indigènes à consacrer aux plantations royales un quart de leur temps de travail et d'exiger qu'un cinquième des cultures soient commerciales et directement envoyées à la métropole. Cette exploitation des peuples indigènes a eu des conséquences dramatiques et entraîna une misère qui sera dénoncée par l'administrateur Eduard Douwes Dekker dans son roman Max Havelaar, paru en 1860.